# Карская губа
Ка́рская губа — губа на юго-западе Карского моря, вдаётся в северную часть материка.

## Топоним
Название дано по впадающей реке Каре.

## География
Омывает юго-восточную часть Югорского полуострова. Является эстуарием рек Кара, Сопчаю и Тобью.
Входными мысами в губу, отделяющими её от Байдарацкой губы, являются Юрибейсаля на севере и Толстик на юго-востоке, рядом с которым расположен посёлок Усть-Кара.
В губе расположены острова Заячий, Неронго, Хабденго (Хайбаданго), Халэвнго и другие более мелкие; мыс Хальмерсаля. Окружена множеством мелких рек и озёр.
Находится на северо-восточной границе Ненецкого и Ямало-Ненецкого автономных округов.